# Inspekcja Transportu Drogowego
Inspekcja Transportu Drogowego (w skrócie ITD) – wyspecjalizowana, umundurowana i uzbrojona formacja kontrolna, powołana na mocy ustawy z dnia 6 września 2001 r. o transporcie drogowym. Do podstawowych zadań Inspekcji należy między innymi kontrola i zapewnienie przestrzegania następujących przepisów prawnych:
- ustawy z dnia 6 września 2001 r. o transporcie drogowym[3];
- przepisów międzynarodowych w zakresie przewozu drogowego wykonywanego pojazdami samochodowymi;
- przepisów ruchu drogowego przez kierujących pojazdami;

W 2011 roku Inspekcja Transportu Drogowego uzyskała nowe uprawnienia, na które składają się:
- od stycznia:
  - kompetencje Ministra Infrastruktury i Budownictwa w zakresie wydawania uprawnień w międzynarodowym transporcie drogowym (przejęła likwidowane gospodarstwo pomocnicze Ministerstwa Infrastruktury);
- od lipca:
  - kontrola przestrzegania przepisów ustawy z dnia 21 marca 1985 r. o drogach publicznych w odniesieniu do prawidłowości uiszczenia opłaty elektronicznej na terenie Rzeczypospolitej Polskiej[4].
  - ujawnianie za pomocą stacjonarnych urządzeń rejestrujących naruszeń przepisów ruchu drogowego w postaci przekraczania dopuszczalnej prędkości oraz niestosowania się do sygnałów świetlnych. Zadania te realizowane są w ramach systemu automatycznego nadzoru nad ruchem drogowym, który budowany jest w oparciu o projekt współfinansowany ze środków Unii Europejskiej w ramach Programu Operacyjnego Infrastruktura i Środowisko.

## Historia
Inspekcja Transportu Drogowego została powołana ustawą z dnia 6 września 2001 r. o transporcie drogowym. Podstawową przesłanką jej utworzenia była konieczność zapewnienia uczciwej konkurencji w transporcie drogowym oraz bezpieczeństwa ruchu drogowego i ochrony środowiska, co stanowiło jeden z wymogów akcesyjnych Unii Europejskiej.
Polska Inspekcja organizowana była w ramach projektu współpracy bliźniaczej (tzw. twinning project) PHARE PL 9908.01 – „Przygotowanie podstaw prawnych i utworzenie Inspekcji Transportu Drogowego”, za pośrednictwem którego w tworzeniu struktury i podstawy prawnej funkcjonowania formacji udział wzięli eksperci – przedstawiciele Francji i Niemiec.
W lutym 2002 r. w utworzonych 16 Wojewódzkich Inspektoratach Transportu Drogowego rozpoczęto postępowanie rekrutacyjne na stanowisko młodszego inspektora transportu drogowego. Po ukończonym sześciomiesięcznym kursie specjalistycznym z dniem 1 października 2002 r. pierwszych 80 inspektorów ITD rozpoczęło pracę na drogach całej Polski.
Początkowo do zadań Inspekcji należała między innymi kontrola stanu technicznego pojazdów ciężarowych i autobusów poruszających się po polskich drogach oraz dokumentów przewozowych i innych dokumentów związanych z wykonywaniem transportu drogowego. Działania miały na celu wzrost poziomu przestrzegania przepisów obowiązujących w transporcie drogowym, w szczególności w zakresie czasu pracy kierowców i przewozu materiałów niebezpiecznych, co wpływa na poprawę bezpieczeństwa i porządku w ruchu drogowym.
Od powstania Inspekcji jej kompetencje ulegały stopniowemu rozszerzeniu, co w znacznym stopniu wynikało z konieczności zapewnienia wykonywalności nowych regulacji Unii Europejskiej w zakresie transportu drogowego oraz wywiązania się z postanowień umów bilateralnych i multilateralnych, których stroną była Rzeczpospolita Polska. Konsekwentnie już w 2004 r. inspektorzy transportu drogowego uprawnieni byli do kontroli wprowadzanych do obrotu ciśnieniowych urządzeń transportowych, a od roku 2005 również do weryfikacji rodzaju używanego paliwa. W roku 2007 Inspekcja Transportu Drogowego uzyskała natomiast nowe zadania związane z wdrożeniem w Polsce dyrektywy 2006/22/WE Parlamentu Europejskiego i Rady z dnia 15 marca 2006 r. w sprawie minimalnych warunków wykonania rozporządzeń Rady (EWG) nr 3820/85 i 3821/85 dotyczących przepisów socjalnych odnoszących się do działalności w transporcie drogowym oraz uchylającej dyrektywę Rady 88/599/EWG, stając się podstawowym organem realizującym zadania kontrolne przewidziane w niniejszej dyrektywie.
W październiku 2004 r. Inspekcja Transportu Drogowego przystąpiła do Europejskiej Kontroli Drogowej (Euro Contrôle Route) – międzynarodowej organizacji zrzeszającej obecnie 14 państw Unii Europejskiej. ECR stanowi forum współpracy państw europejskich sprzyjające wzajemnej wymianie informacji oraz koordynacji działań kontrolnych, uwzględniające wymianę dobrych praktyk oraz prowadzenie wspólnych szkoleń inspektorów. Organizacja ma na celu zapewnienie koherencji podejmowanych na terenie UE działań kontrolnych, a także poprawę ich efektywności poprzez zwiększanie skuteczności egzekucji prawa i poziomu jego przestrzegania oraz promując zasady uczciwej konkurencji w sektorze transportowym.
Z początkiem 2011 r. Główny Inspektor Transportu Drogowego przejął od Ministra Infrastruktury kompetencje w zakresie wydawania uprawnień w międzynarodowym transporcie drogowym. Jednocześnie na mocy ustawy z dnia 29 października 2010 r. o zmianie ustawy – Prawo o ruchu drogowym ITD uzyskała uprawnienia do kontroli samochodów osobowych. Zgodnie z nową podstawą prawną inspektor transportu drogowego upoważniony jest do przeprowadzenia czynności kontrolnych w razie uzasadnionego podejrzenia, że kierowca jest pod wpływem alkoholu lub innego środka odurzającego albo w przypadku gdy stwierdzi, iż doszło do rażącego naruszenia przepisów ruchu drogowego lub spowodowania zagrożenia bezpieczeństwa. Mandat karny może zostać nałożony również w sytuacji ujawnienia naruszenia przepisów ruchu drogowego przy użyciu przyrządów kontrolno-pomiarowych lub urządzeń rejestrujących, będących w posiadaniu tej formacji.
W strukturze Głównego Inspektoratu Transportu Drogowego powołane zostało Centrum Automatycznego Nadzoru nad Ruchem Drogowym, do którego należy realizacja nowych zadań związanych z ujawnianiem za pomocą stacjonarnych urządzeń rejestrujących (tzw. fotoradarów) naruszeń przepisów ruchu drogowego polegających na przekraczaniu dozwolonej prędkości oraz niestosowaniu się do sygnałów świetlnych (tzw. rejestratory wjazdu na czerwonym świetle). Utworzono również 10 delegatur terenowych, które niezależnie od wypełniania podstawowych kompetencji Inspekcji, odpowiedzialne są za obsługę i utrzymanie tych urządzeń.

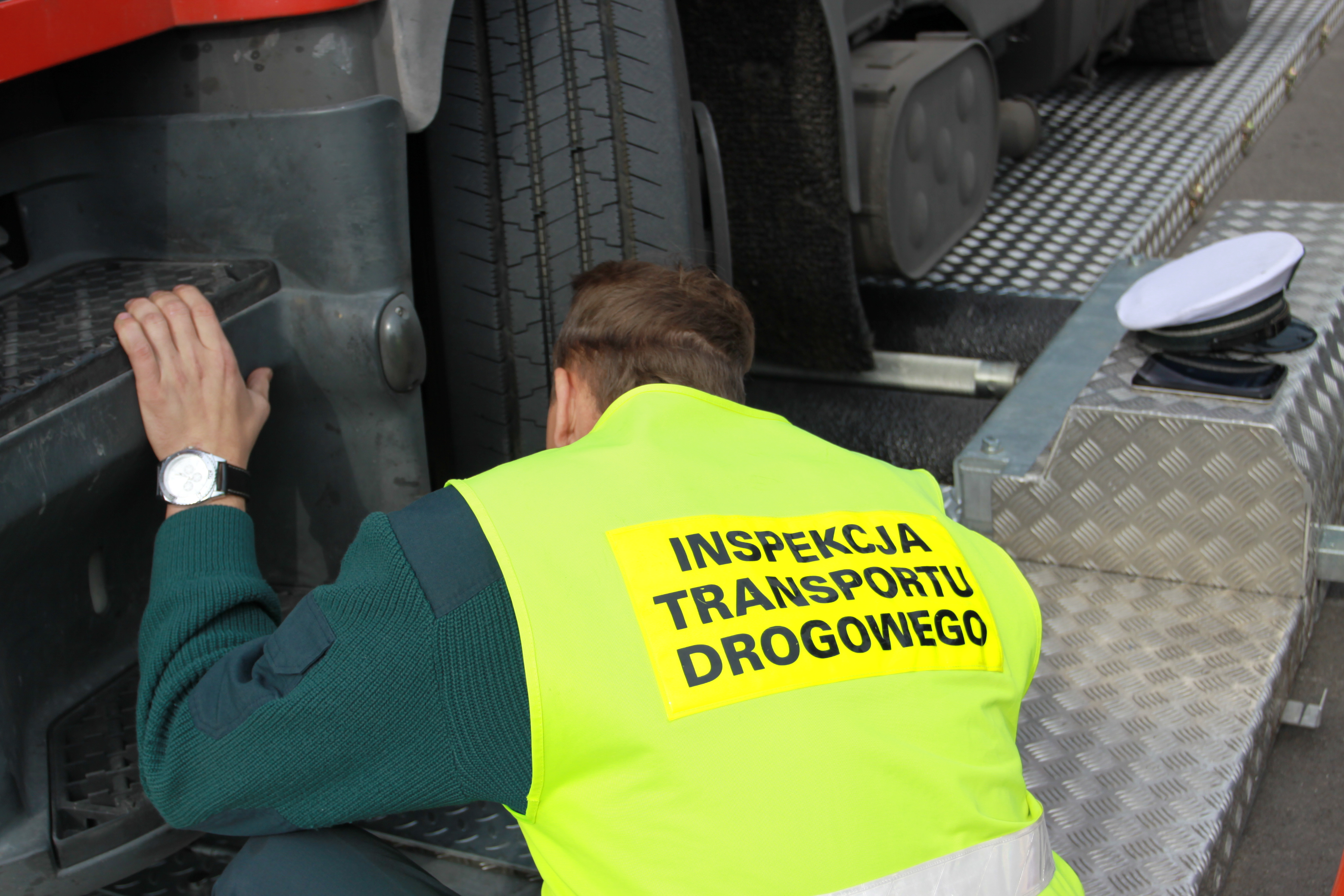
Kontrola pojazdu

W związku z działającym w Polsce od dnia 1 lipca 2011 r. systemem viaTOLL, który zastąpił pobieranie opłat za przejazd drogami płatnymi za pomocą kart opłaty drogowej (winiet), inspektorzy transportu drogowego zostali dodatkowo uprawnieni do kontroli prawidłowości uiszczenia opłaty elektronicznej (e-myta), w tym kontroli używanego w pojeździe urządzenia (tzw. viaBox) oraz nakładania i pobierania kar pieniężnych, wynikających z ustawy z dnia 21 marca 1985 r. o drogach publicznych. Wyznaczone w ramach systemu elektronicznego poboru opłat drogowych odcinki drogowe zostały objęte nadzorem Biura Elektronicznego Poboru Opłat.
Od początku funkcjonowania Główny Inspektorat Transportu Drogowego aktywnie wspiera wszelkie działania mające na celu zapewnienie bezpieczeństwa ruchu drogowego. Od 2002 r. GITD jest członkiem Krajowej Rady Bezpieczeństwa Ruchu Drogowego (KRBRD) – międzyresortowego organu doradczego i pomocniczego Rady Ministrów. W marcu 2010 r. Zgromadzenie Ogólne Organizacji Narodów Zjednoczonych ogłosiło lata 2011-2020 Dekadą Działania na Rzecz Bezpieczeństwa Ruchu Drogowego.
W 2010 r. za sfinalizowanie projektu zautomatyzowanego systemu radarów w Polsce oraz rokroczną akcję skierowaną do dzieci i młodzieży pod hasłem „Bezpieczny Autokar”, Główny Inspektorat Transportu Drogowego został wybrany przez Stowarzyszenie Partnerstwo dla Bezpieczeństwa Drogowego – Instytucją Publiczną Roku.

## Cel działalności Inspekcji
- poprawa bezpieczeństwa w ruchu drogowym;
- przeciwdziałanie degradacji dróg;
- oddziaływanie na przedsiębiorców w celu przestrzegania przez nich prawa;
- przeciwdziałanie nieuczciwej konkurencji w transporcie drogowym;
- eliminowanie patologicznych zjawisk w transporcie drogowym.

Inspekcja współdziała z Policją, Strażą Graniczną, Służbą Celną, Strażą Ochrony Kolei, Inspekcją Weterynaryjną, Państwową Inspekcją Pracy, Inspekcją Handlową, a także organami prowadzącymi kontrolę podatkową i zarządcami dróg publicznych.

## Organizacja Inspekcji Transportu Drogowego

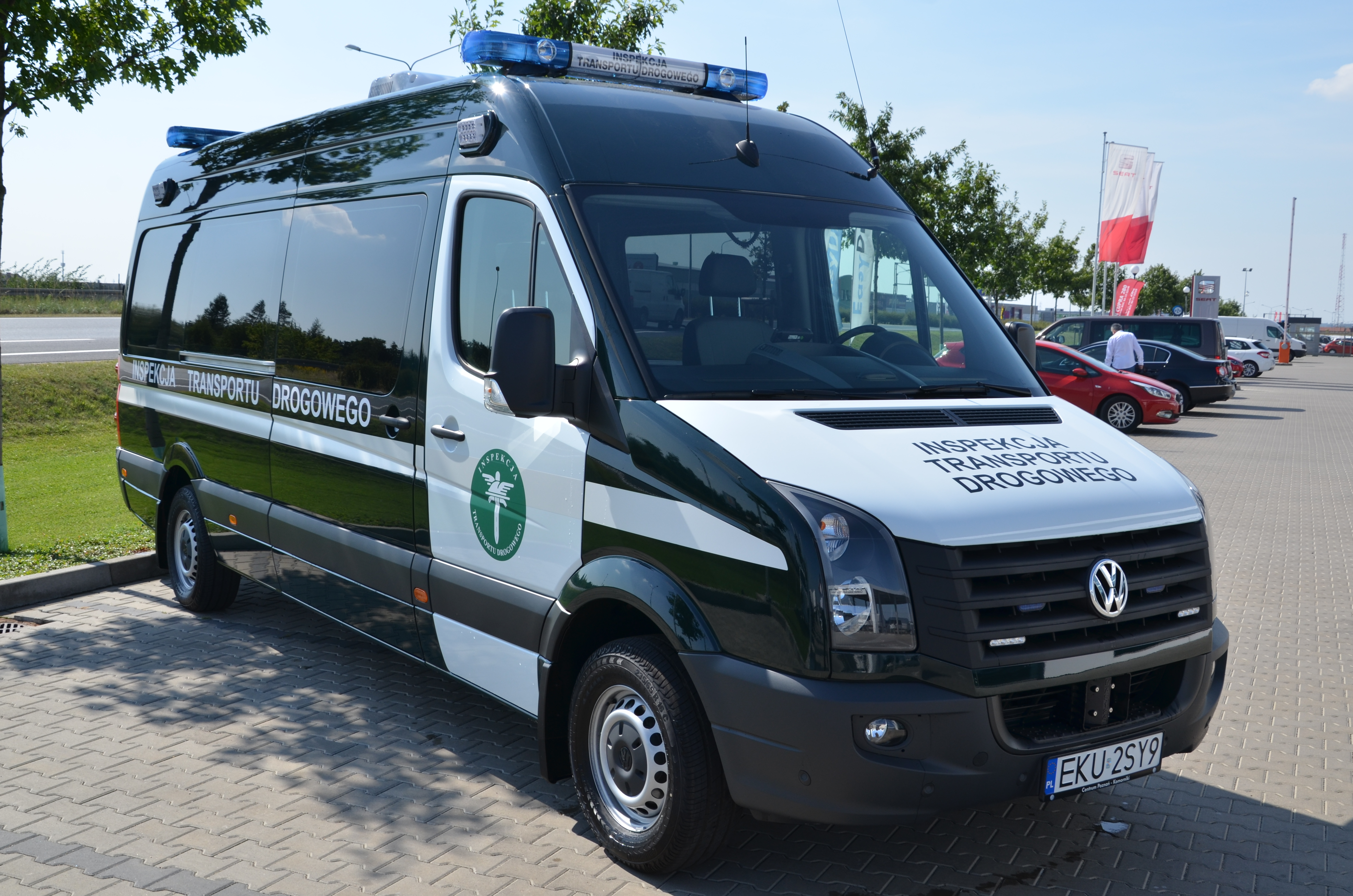
Pojazd służbowy ITD

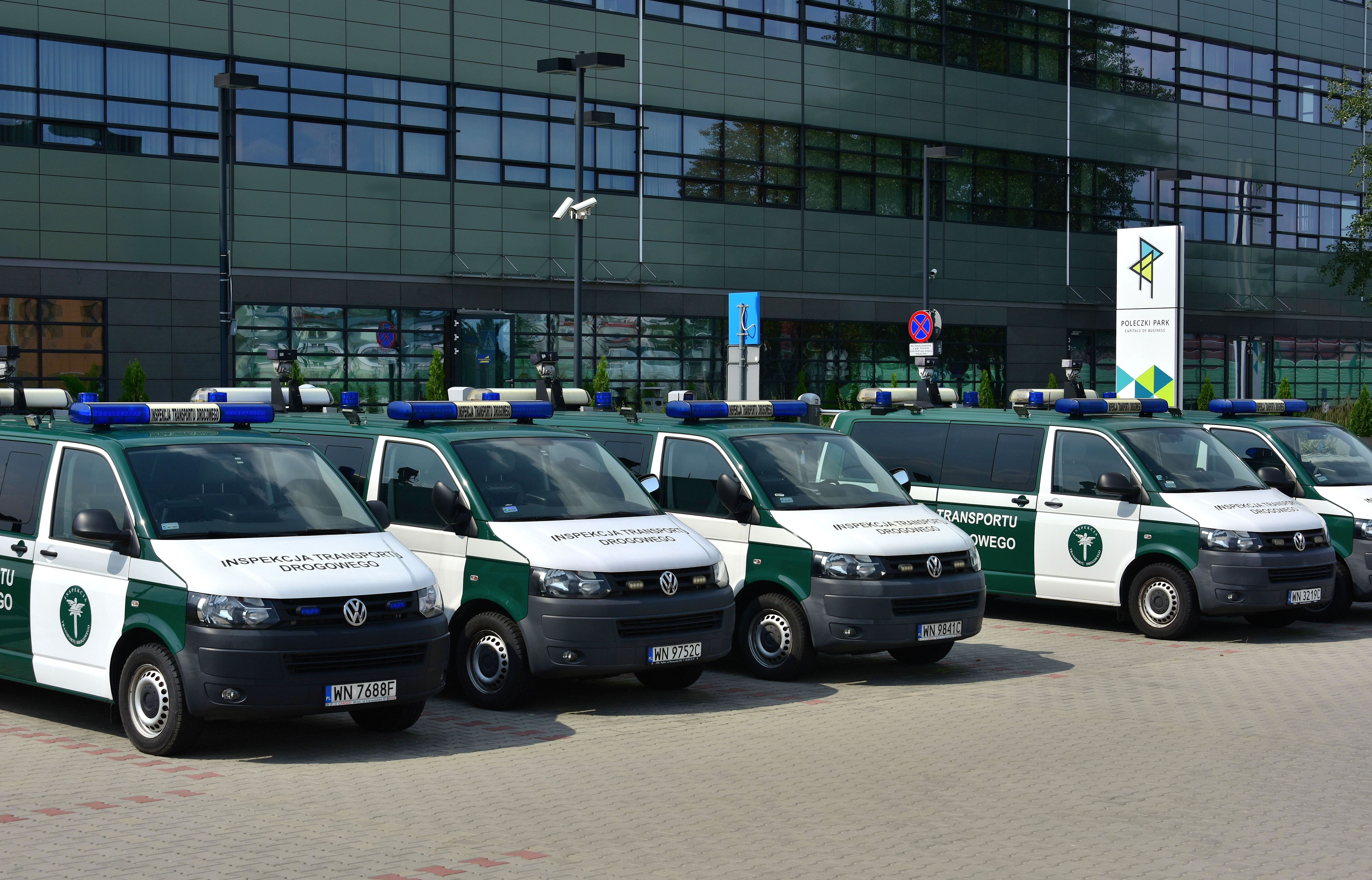
Pojazdy ITD w Warszawie

Inspekcją Transportu Drogowego kieruje Główny Inspektor Transportu Drogowego, który stanowi centralny organ administracji rządowej, podległy ministrowi do spraw transportu. Głównemu inspektorowi podległych 10 delegatur właściwych w sprawach CANARD i SEPO. CANARD to Automatyczny System Nadzoru nad Ruchem Drogowym – sieć fotoradarów, a w przyszłości odcinkowych mierników prędkości i rejestratorów przejazdu pojazdu przez skrzyżowania na czerwonym świetle. SEPO, inaczej e-Myto, czyli system elektronicznego poboru opłat za przejazd pojazdów lub zespołów pojazdów o DMC pow. 3,5 ton po wybranych odcinkach dróg krajowych. W struktury Inspekcji Transportu Drogowego wchodzi także 16 Wojewódzkich Inspektoratów Transportu Drogowego. Kierują nimi Wojewódzcy Inspektorzy Transportu Drogowego. W całym kraju zatrudnionych jest ok. 500 inspektorów. Wykryte przez nich nieprawidłowości trafiają do Centralnej Ewidencji Naruszeń, którą prowadzi Główny Inspektor Transportu Drogowego.

### Główni Inspektorzy Transportu Drogowego
- Seweryn Kaczmarek (10 grudnia 2001 – 27 lutego 2007)
- Paweł Usidus (28 lutego 2007 – 20 grudnia 2007)
- Tomasz Połeć (21 grudnia 2007 – 5 stycznia 2016)[6]
- p.o. Alvin Gajadhur (5 stycznia 2016 – 7 kwietnia 2017)
- Alvin Gajadhur (7 kwietnia 2017 – 4 stycznia 2024[7])
- Artur Czapiewski (10 stycznia 2024 - 27 kwietnia 2025[8] jako p.o., od 28 kwietnia 2025 powołany na stanowisko)

### Struktura organizacyjna Głównego Inspektoratu Transportu Drogowego
W skład Głównego Inspektoratu Transportu Drogowego wchodzą następujące komórki organizacyjne:
- Gabinet Głównego Inspektora, w tym Zespół Przygotowań Obronnych i Ochrony Informacji Niejawnych i Pełnomocnik Ochrony Informacji Niejawnych;
- Biuro Dyrektora Generalnego, w tym Inspektor Ochrony Danych;
- Biuro kontroli Opłaty Elektronicznej;
- Biuro Nadzoru Inspekcyjnego;
- Biuro do spraw Transportu Międzynarodowego;
- Centrum Automatycznego Nadzoru nad Ruchem Drogowym;
- Biuro Prawne;
- Biuro Informacji i Promocji;
- Biuro Teleinformatyki;
- Biuro Finansowe;
- Biuro Utrzymania Infrastruktury Krajowego Systemu Poboru Opłat;
- Biuro Strategii i Rozwoju Krajowego Systemu Poboru Opłat;
- Biuro Operacji Krajowego Systemu Poboru Opłat;
- Delegatury Terenowe Inspektoratu.

### Delegatury Terenowe Inspektoratu
- Delegatura północno-zachodnia: (obszar województwa zachodniopomorskiego, lubuskiego bez powiatów: wschowskiego, żagańskiego, żarskiego);
- Delegatura południowo-zachodnia: (obszar województwa dolnośląskiego, powiat wschowski, żagański i żarski);
- Delegatura śląska: (obszar województwa śląskiego i opolskiego);
- Delegatura południowa: (obszar województwa małopolskiego i świętokrzyskiego);
- Delegatura północna: (obszar województwa kujawsko-pomorskiego, pomorskiego i powiaty: elbląski z miastem Elbląg, ostródzki, iławski, nowomiejski, działdowski, nidzicki);
- Delegatura wielkopolska: (obszar województwa wielkopolskiego);
- Delegatura centralna: (obszar województwa łódzkiego oraz powiaty: grójecki, białobrzeski, przysuski, radomski, miasto Radom, zwoleński, lipski, szydłowiecki, kozienicki);
- Delegatura północno-wschodnia: (obszar województwa podlaskiego bez powiatu siemiatyckiego oraz województwa warmińsko-mazurskiego bez powiatu elbląskiego, miasta Elbląg, ostródzkiego, iławskiego, nowomiejskiego, działdowskiego, nidzickiego);
- Delegatura wschodnia: (obszar województwa lubelskiego bez powiatu kraśnickiego, janowskiego, biłgorajskiego oraz powiat siemiatycki, łosicki, garwoliński, siedlecki i miasto Siedlce);
- Delegatura południowo-wschodnia: (obszar województwa podkarpackiego oraz powiat kraśnicki, janowski, biłgorajski).

### Wojewódzkie Inspektoraty Transportu Drogowego
- Dolnośląski Wojewódzki Inspektorat Transportu Drogowego z siedzibą we Wrocławiu;
- Kujawsko-pomorski Wojewódzki Inspektorat Transportu Drogowego z siedzibą w Bydgoszczy;
- Lubelski Wojewódzki Inspektorat Transportu Drogowego z siedzibą w Lublinie;
- Lubuski Wojewódzki Inspektorat Transportu Drogowego z siedzibą w Gorzowie Wielkopolskim;
- Łódzki Wojewódzki Inspektorat Transportu Drogowego z siedzibą w Łodzi;
- Małopolski Wojewódzki Inspektorat Transportu Drogowego z siedzibą w Krakowie;
- Mazowiecki Wojewódzki Inspektorat Transportu Drogowego z siedzibą w Radomiu;
- Opolski Wojewódzki Inspektorat Transportu Drogowego z siedzibą w Opolu;
- Podkarpacki Wojewódzki Inspektorat Transportu Drogowego z siedzibą w Rzeszowie;
- Podlaski Wojewódzki Inspektorat Transportu Drogowego z siedzibą w Białymstoku;
- Pomorski Wojewódzki Inspektorat Transportu Drogowego z siedzibą w Gdańsku;
- Śląski Wojewódzki Inspektorat Transportu Drogowego z siedzibą w Katowicach;
- Świętokrzyski Wojewódzki Inspektorat Transportu Drogowego z siedzibą w Kielcach;
- Warmińsko-mazurski Wojewódzki Inspektorat Transportu Drogowego z siedzibą w Olsztynie;
- Wielkopolski Wojewódzki Inspektorat Transportu Drogowego z siedzibą w Poznaniu;
- Zachodniopomorski Wojewódzki Inspektorat Transportu Drogowego z siedzibą w Szczecinie.

## Stanowiska służbowe w Inspekcji Transportu Drogowego

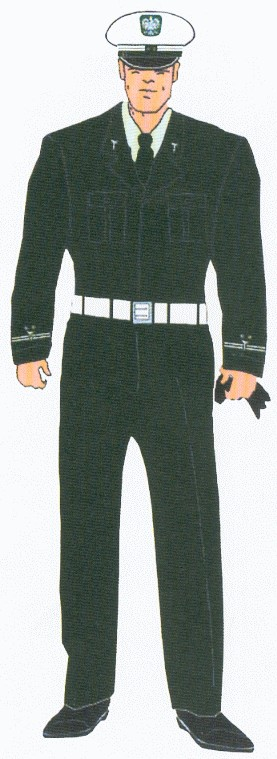
Inspektor Transportu Drogowego

W Inspekcji Transportu Drogowego wyróżnia się następujące stanowiska służbowe:
- Główny Inspektor Transportu Drogowego;
- Zastępca Głównego Inspektora Transportu Drogowego;
- Wojewódzki inspektor transportu drogowego, dyrektor biura w GITD, naczelnik delegatury;
- Zastępca wojewódzkiego inspektora transportu drogowego, zastępca dyrektora biura w GITD, zastępca naczelnika delegatury;
- Naczelnik wydziału inspekcji w WITD, naczelnik wydziału w GITD, Radca Głównego Inspektora, Radca Generalny w GITD;
- Zastępca naczelnika wydziału inspekcji w WITD, zastępca naczelnika wydziału w GITD, kierownik sekcji w GITD;
- Kierownik oddziału wydziału inspekcji w WITD;
- Specjaliści
- Główny specjalista transportu drogowego, główny specjalista ruchu drogowego, główny specjalista w GITD;
- Starszy specjalista transportu drogowego, starszy specjalista ruchu drogowego, starszy specjalista w GITD;
- Specjalista transportu drogowego, specjalista ruchu drogowego, specjalista w GITD;
- Młodszy specjalista transportu drogowego, młodszy specjalista ruchu drogowego.
- Inspektorzy
- Starszy inspektor transportu drogowego, starszy inspektor ruchu drogowego;
- Inspektor transportu drogowego, inspektor ruchu drogowego;
- Młodszy inspektor transportu drogowego; młodszy inspektor ruchu drogowego, referendarz w GITD .
- Kontrolerzy
- Starszy kontroler transportu drogowego, starszy kontroler ruchu drogowego;
- Kontroler transportu drogowego, kontroler ruchu drogowego;
- Młodszy kontroler transportu drogowego, młodszy kontroler ruchu drogowego, podreferendarz w GITD.

## Dystynkcje inspektorów Transportu Drogowego
Dystynkcje inspektorów Transportu Drogowego odpowiadają zajmowanym stanowiskom służbowym. Przed rokiem 2009 dystynkcje noszono na czapkach (na otoku), nad lewą kieszenią na piersi oraz na mankietach rękawów marynarki i bluzy służbowej. Po wprowadzeniu w roku 2009 nowego umundurowania sposób noszenia dystynkcji uległ zmianie. Zamiast dystynkcji na mankietach i na piersi wprowadzono pagony zakładane na naramienniki elementów umundurowania.

## Budżet, zatrudnienie i wynagrodzenia
Wydatki Inspekcji Transportu Drogowego są realizowane w części 39 budżetu państwa – Transport.
W 2018 wydatki ITD wyniosły 140,73 mln zł, a dochody 63,6 mln zł. Przeciętne zatrudnienie w przeliczeniu na pełne etaty wyniosło 817 osób, a średnie miesięczne wynagrodzenie brutto 5898 zł.
W ustawie budżetowej na 2019 wydatki ITD zaplanowano w wysokości 166,44 mln.

## Kontrowersje
Wraz z przekazaniem Inspekcji nowych uprawnień pojawiły się kontrowersje wokół stosowanych przez nią praktyk. Kontrowersje wywołały praktyki związane z używaniem tzw. fotoradarów, polegające na wykonywaniu zdjęć tyłu pojazdu, co uniemożliwiało identyfikację kierowcy
oraz nieudostępnianie zdjęć wykonanych przez fotoradary na etapie postępowania mandatowego.
Wątpliwości Rzecznika Praw Obywatelskich wzbudziła podstawa, na jakiej są gromadzone, przetwarzane, udostępniane i usuwane dane i obrazy.
Rzecznik Praw Obywatelskich stwierdził, że Inspekcja Transportu Drogowego nie ma prawa ścigać wykroczenia polegającego na niewskazaniu kierującego przez właściciela pojazdu, którym popełniono wykroczenie drogowe. Kontrowersje wywołało zapisanie w budżecie 1 mld 200 mln złotych wpływów z mandatów, co miało być możliwe m.in. dzięki działaniom Inspekcji. Podnoszono, że rzeczywistym celem działań jest nie poprawa bezpieczeństwa, a zwiększenie wpływów do budżetu. Skuteczność działań Inspekcji w tym zakresie okazała się niższa od oczekiwanej – na 740 000 wykroczeń zarejestrowanych w okresie od stycznia do września 2012 roku inspekcja wystawiła 60 000 mandatów. Opisywano przypadki, gdy fotoradar ustawiono bez konsultacji z zarządcą drogi i samorządem terytorialnym, a co za tym idzie, nielegalnie.
Kontrowersje wzbudził również fakt, że szef Inspekcji Transportu Drogowego, Tomasz Połeć, używał do celów prywatnych samochodu zakupionego do kontroli prędkości.